# Aurimas Didžbalis

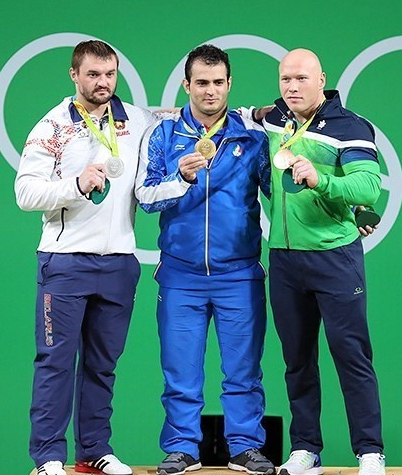
Didzbalis wraz ze Straltsou (z lewej) i Moradim (w środku) z medalami

Aurimas Didžbalis (ur. 13 czerwca 1991 w Kłajpedzie) – litewski sztangista, brązowy medalista olimpijski z Rio de Janeiro. Kilkakrotnie przyłapywany na dopingu.

## Życiorys

### Mistrzostwa Europy i świata
W 2011 roku na mistrzostwach Europy zajął czwarte miejsce, ale po dyskwalifikacji jednego z zawodników za stosowanie dopingu został mu przyznany brązowy medal. W 2012 na mistrzostwach Europy w wadze ciężkiej z rezultatem 395 kg zdobył srebrny medal. W czerwcu tego samego roku, po testach antydopingowych potwierdził, że używane przez niego preparaty były zabronione podczas mistrzostw (wykryto u niego pochodną testosteronu). W konsekwencji jego wynik z mistrzostw został anulowany, a sportowiec stracił prawo do udziału w 2012 roku na igrzyskach w Londynie.
W 2014 stał się pierwszym litewskim medalistą w wadze ciężkiej, zdobywając srebro na mistrzostwach świata w Ałmaty.
Na mistrzostwach świata w Anaheim w USA zdobył srebrny medal. 23 stycznia 2018 roku ogłoszono, że test dopingowy zawodnika wykazał wynik pozytywny. Los jego medali zostanie rozstrzygnięty po wynikach testu B.

### Igrzyska olimpijskie
Podczas turnieju olimpijskiego w Rio de Janeiro w kategorii do 94 kg podniósł w dwuboju 392 kg (w rwaniu 177, zaś w podrzucie 215). Wynik ten uplasował go na trzecim miejscu końcowej klasyfikacji. Tym samym stał się pierwszym litewskim ciężarowcem z medalem w tej kategorii wagowej.